# Duché d'Arenberg-Meppen

Arenberg.
Armoiries duché d'Arenberg

Le duché d'Arenberg-Meppen (en allemand : Herzogtum Arenberg-Meppen) est un ancien État (1803-1810) membre de la confédération du Rhin (1806-1810).
À la veille de la Révolution française, le duc d'Arenberg possédait les territoires suivants, tous situés sur la rive gauche du Rhin :
- Le duché d’Arenberg proprement dit ;
- Les seigneuries de Schleiden, Kommern, Saffenburg, Kerpen, Kasselburg, Fleringen et Gillenfeld.

Le 25 février 1803, par le recès de la Diète de Ratisbonne, le duc reçoit, en compensation :
- Le bailliage de Meppen (Amt Meppen) de la partie méridionale dite Bas-Évêché (Niederstift Münster) de la principauté épiscopale de Münster ;
- Le comté de Recklinghausen (Vest Recklinghausen) de l'Électorat de Cologne.

Le duc de Croÿ, Anne Emmanuel, reçoit, quant à lui, le comté de Dülmen (Grafschaft Dülmen) de la partie septentrionale dite Haut-Évêché (Oberstift Münster) de la principauté épiscopale de Münster.
Le 12 juillet 1806, par le traité de Paris, le duc d'Arenberg et quinze autres princes allemands déclarent séparer à perpétuité leurs États du Saint-Empire romain germanique et constituer entre eux la confédération du Rhin. Le comté de Dülmen est médiatisé au profit du duc.
Par le sénatus-consulte organique du 13 décembre 1810, la partie du duché située au nord de la Lippe est incorporé à l'Empire français.
Par le décret du 26 décembre 1810, le bailliage de Meppen est incorporé au département de l'Ems-Occidental ; la partie du comté de Dülmen située au nord de la Lippe, au département de l'Issel-Supérieur.
Le 26 février 1811, par le traité de Paris, le comté de Recklinghausen et la partie du comté de Dülmen située au sud de la Lippe sont médiatisés au profit du grand-duché de Berg.
Le 9 juin 1815, par l'acte final du Congrès de Vienne, le duché est médiatisé et son territoire réparti entre la Prusse et le Hanovre. La Prusse reçoit le comté de Recklinghausen ; le Hanovre, le bailliage de Meppen.